# BMW X5

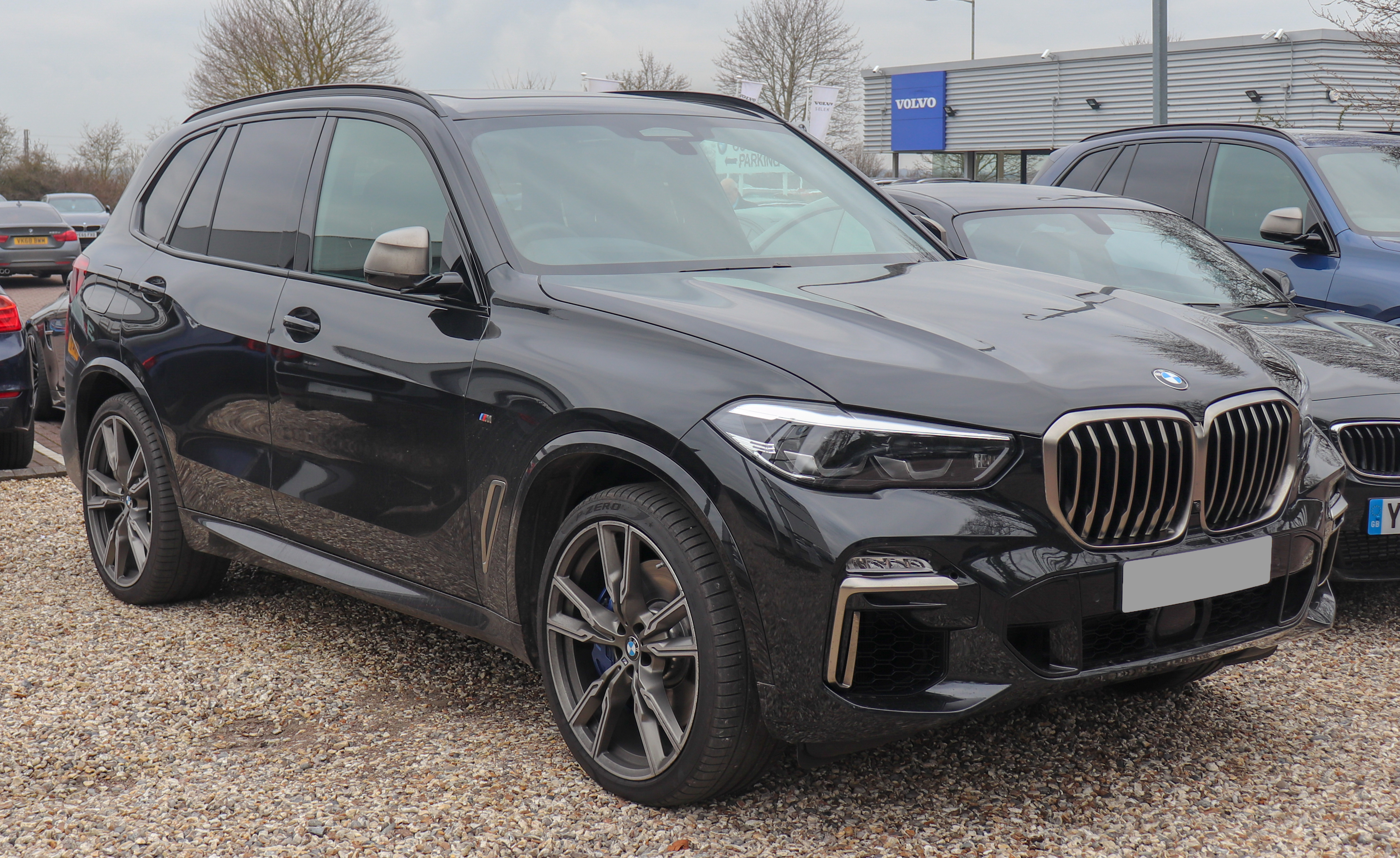
BMW X5 G05.

BMW X5 är en serie SUV:ar, tillverkade av den tyska biltillverkaren BMW. 

## E53 (2000-2006)
Se vidare under huvudartikeln BMW E53.

## E70 (2006-2013)
Se vidare under huvudartikeln BMW E70.

## F15 (2013-2018)
Se vidare under huvudartikeln BMW F15.

## G05 (2018-)
Se vidare under huvudartikeln BMW G05.

## Bilder

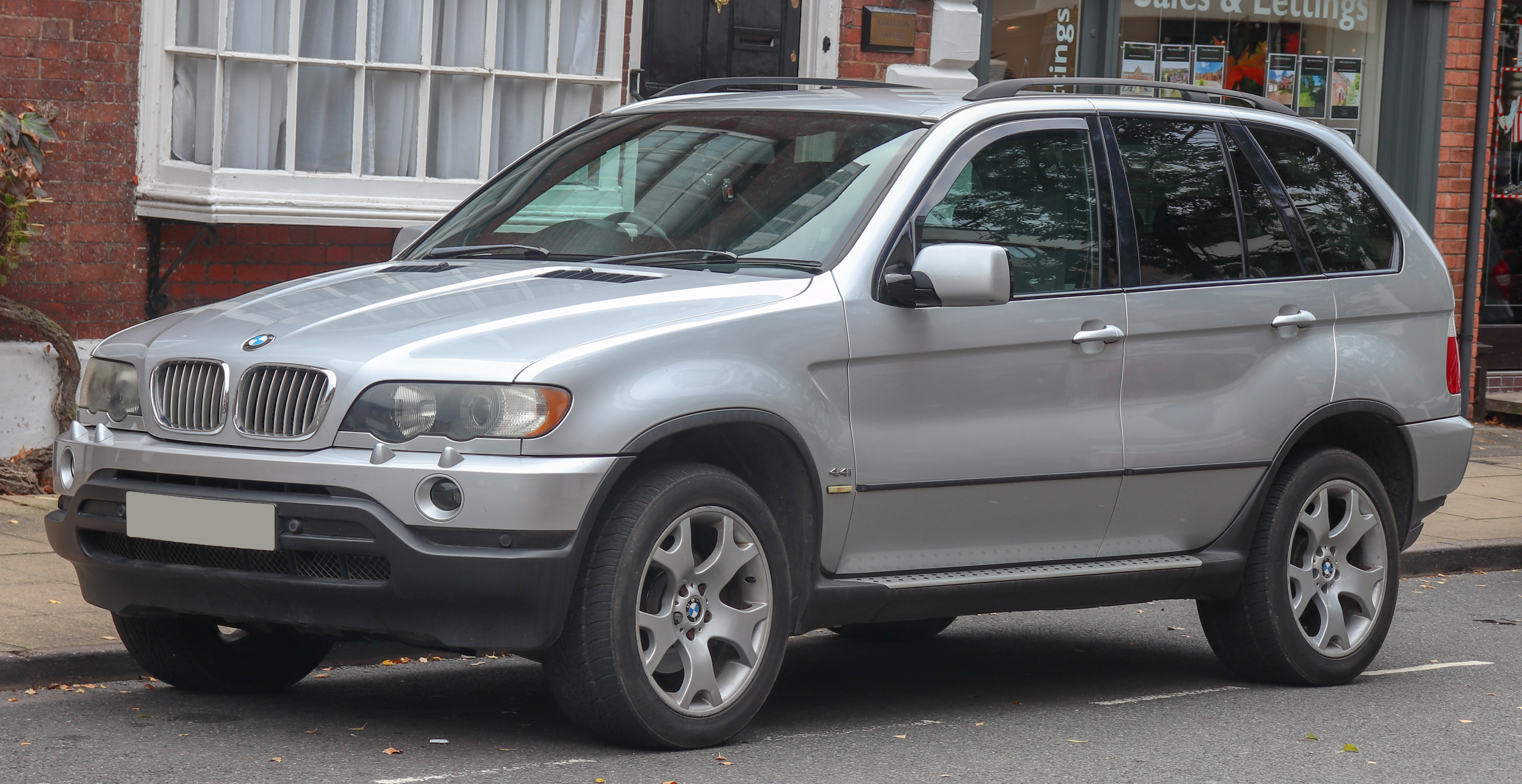
BMW E53
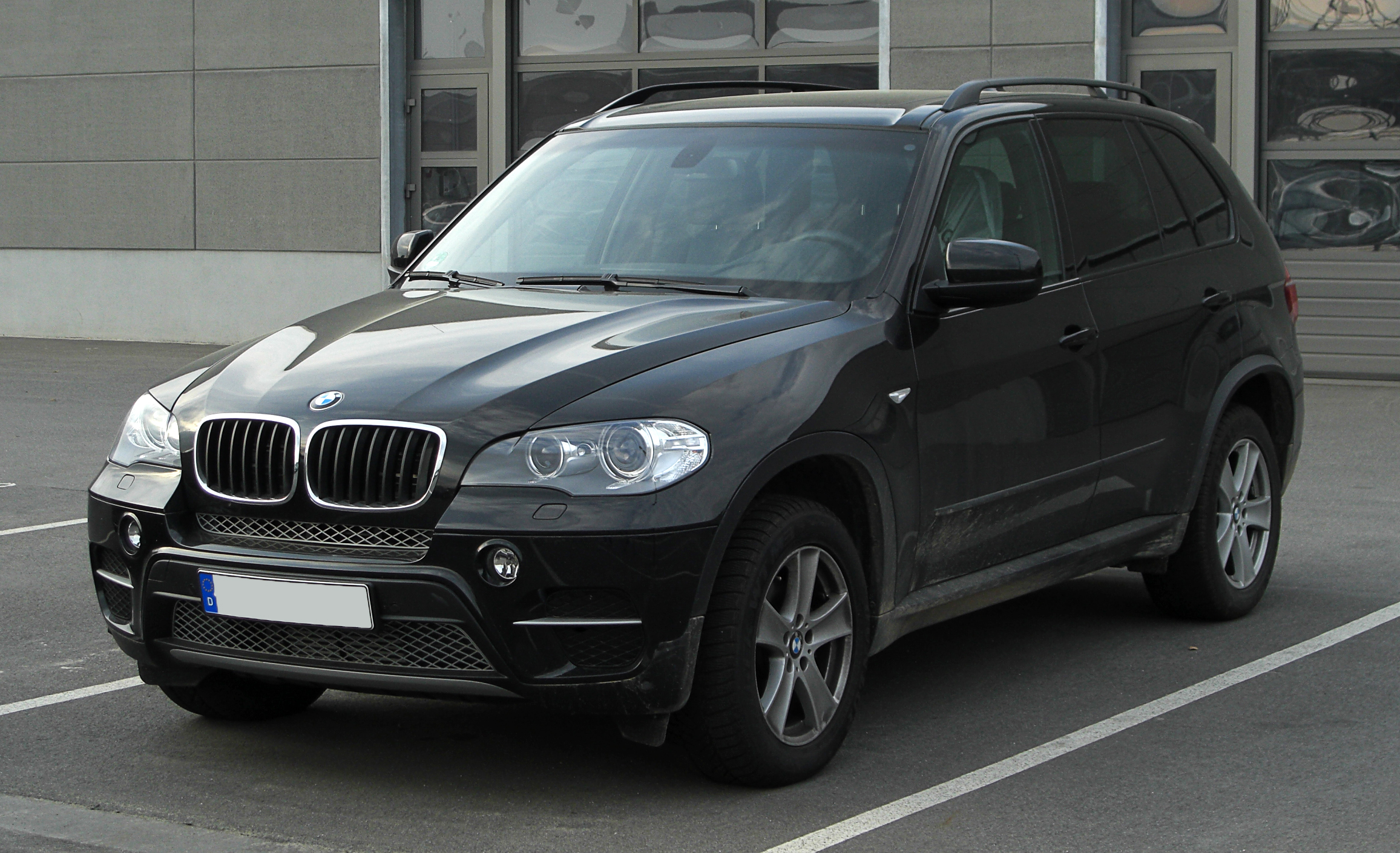
BMW E70
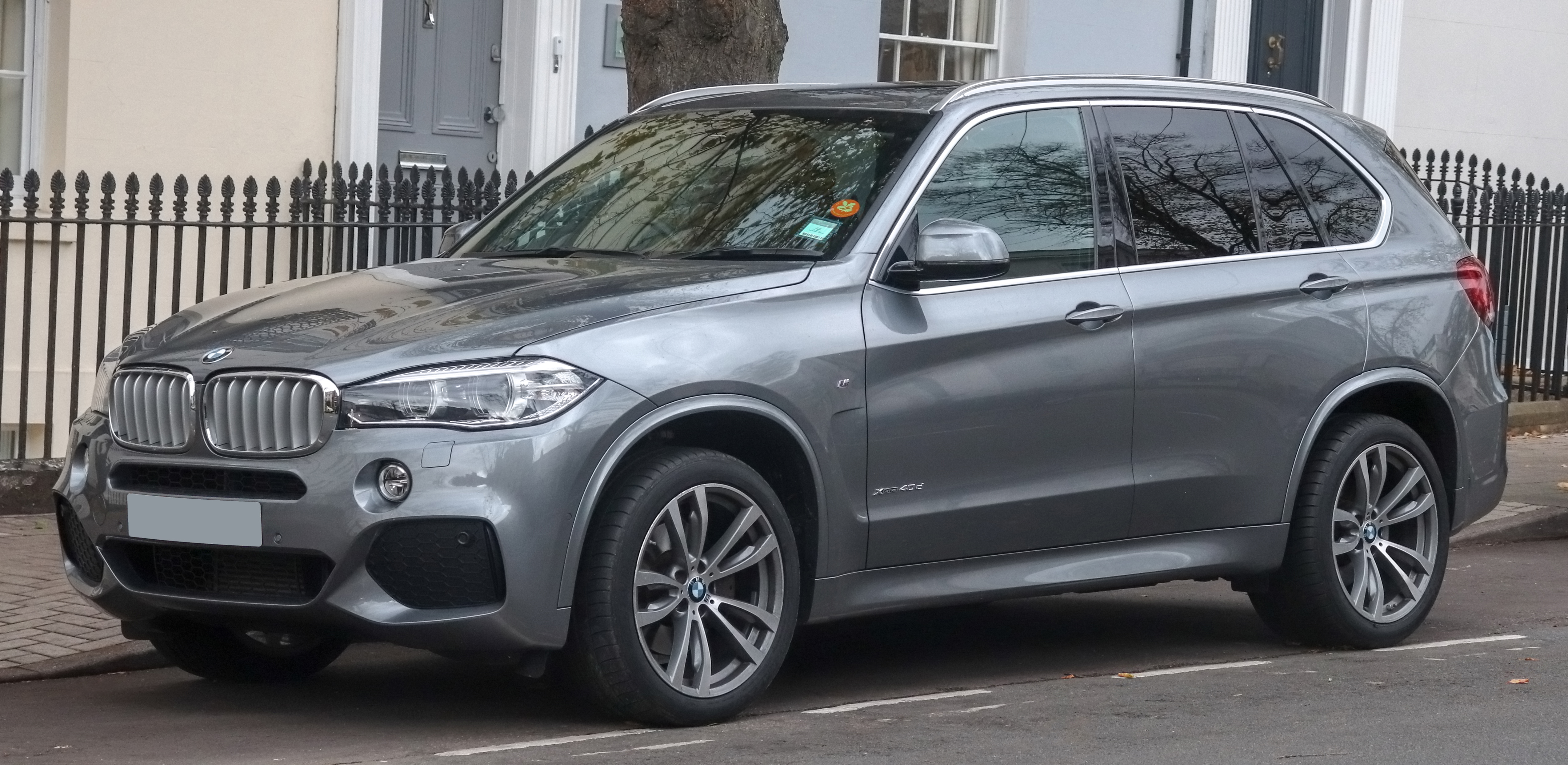
BMW F15
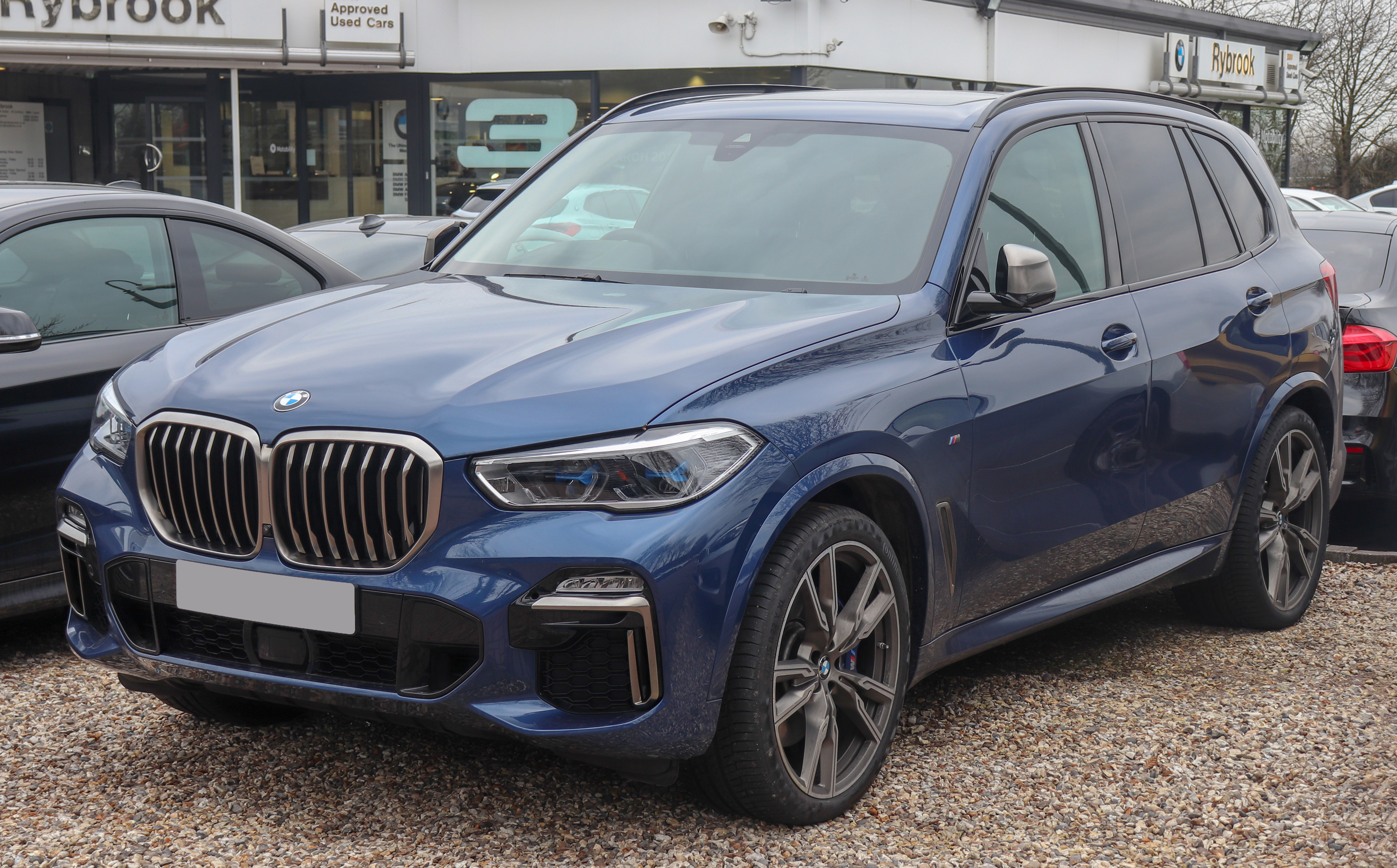
BMW G05